# La Vetta
La Vetta [laˈvetta] è una frazione del comune di San Pellegrino Terme, in provincia di Bergamo.
Interamente costruita ad inizio del 1900 e pensata come una località di prestigio destinata ai nobili e borghesi, conserva testimonianze architettoniche di notevole interesse come le numerosissime ville in stile Liberty tipiche della cittadina di San Pellegrino.

## Geografia fisica

### Territorio

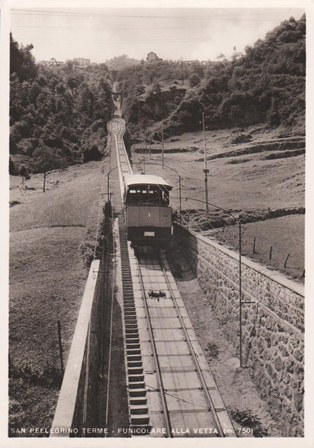
La funicolare in una cartolina d'epoca

Situata sul versante orografico sinistro della val Brembana, occupa il piccolo altipiano naturale sopra il capoluogo brembano ai piedi del Monte Pizzo del Sole.
Il nucleo abitativo si sviluppa lungo la strada comunale che collega l'abitato alla cittadina termale.
La località è divisa dal tracciato della Funicolare San Pellegrino - Vetta che si attesta nei pressi dell'omonimo Albergo.

## Storia
La frazione nasce come luogo di villeggiatura esclusivo per nobili e borghesi che frequentavano San Pellegrino agli inizi del 1900. Concepita dagli architetti del periodo come una città-giardino, vennero costruite numerose ville in stile Art Nouveau tuttora esistenti. Nel 1906 grazie ai titolari della "Società Fonte Bracca" iniziò la costruzione della funicolare con l'idea di migliorare i collegamenti e di costruire un albergo/ristorante con terrazza panoramica nei pressi dell'impianto.
Nel 1931 vennero casualmente scoperte le "Grotte del Sogno" dallo speleologo Ermenegildo Zanchi, chiamato "il nonno degli abissi".
Durante la Seconda guerra mondiale la località fu il rifugio delle famiglie milanesi che scapparono dalla città meneghina a causa dei continui bombardamenti alleati.

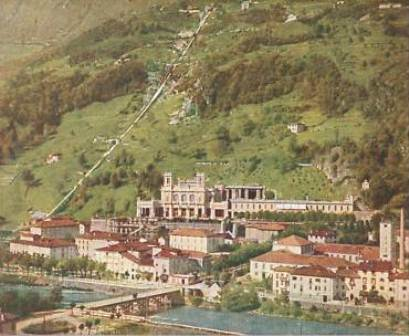

Nel 1963 venne realizzata una pista da sci su plastica chiamata "Pista del Sole" da un'idea degli imprenditori Cima di San Giovanni Bianco. Prima nel 1968, con la chiusura della pista da sci e poi nel 1989, con la chiusura della funicolare, l'intera frazione cadde nel degrado.
Nel 2022 Michelangelo Oprandi realizza un docufilm intitolato "La pista del sole" con interviste all'ideatore Francesco Cima, e il recupero di vecchi filmati d'epoca.
Dal 2011 con la riapertura delle Grotte del Sogno inizia una fase di rinnovamento del paesino con la conseguente riattivazione della funicolare nel 2022 e la costruzione di un parco speleologico in località la Botta.

## Luoghi d'interesse
- Le ville Liberty
- Le Grotte del Sogno
- L'Albergo Vetta
- I percorsi naturalistici "San Pellegrino Natural Green"